# Kaoutar Al Andaqi
Kaoutar El Andaqi (en arabe : كوثر الأندقي) est une judokate marocaine.

## Carrière
Kaoutar Al-Andaqi obtient la médaille de bronze dans la catégorie des moins de 52 kg aux Championnats d'Afrique de judo 2002 se déroulant au Caire.